# Mexická rallye

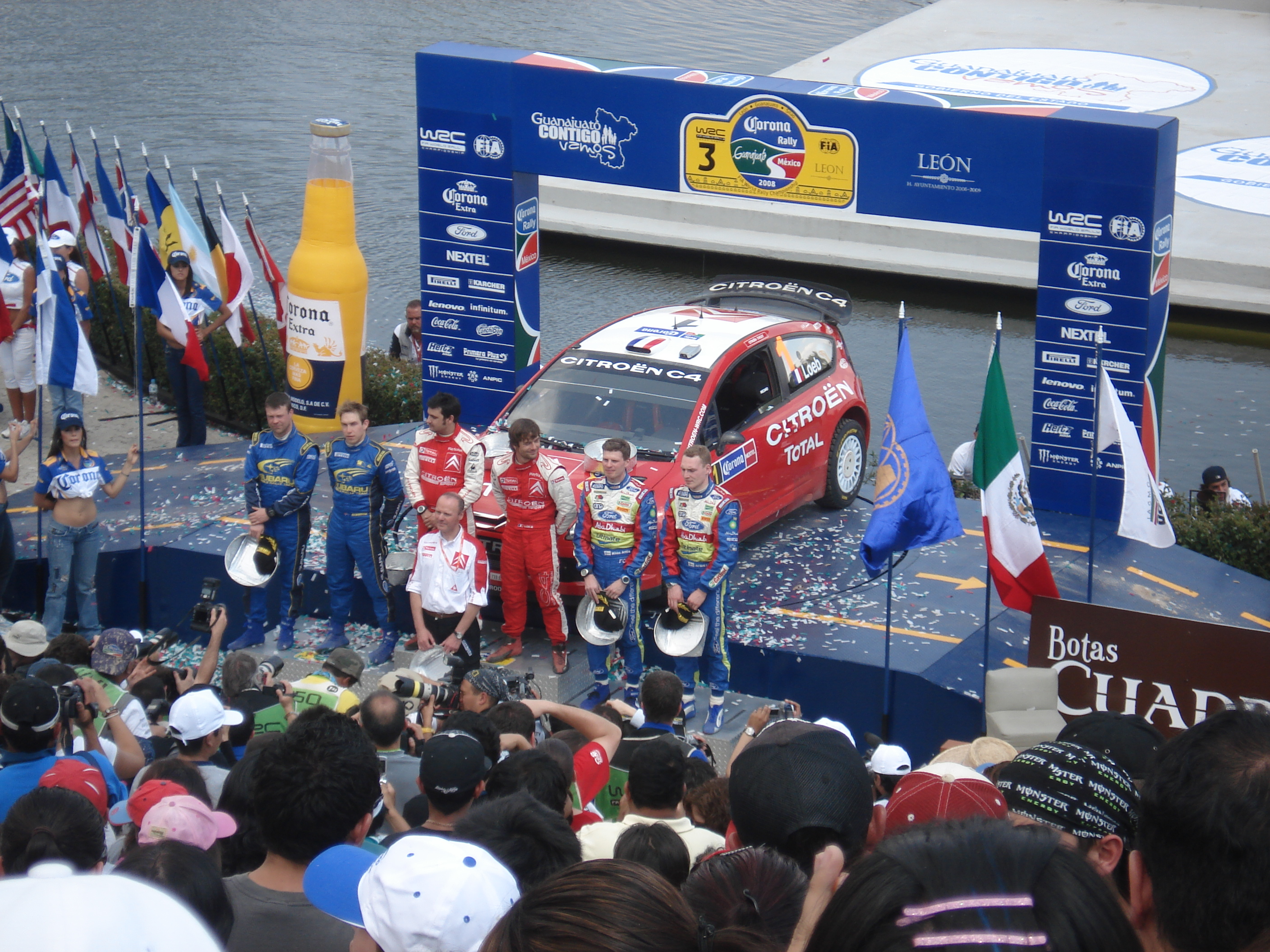
Slavnostní vyhlášení v roce 2008

Mexická rallye (Rally Guanajuato México) je označení soutěže, která je pořádána v Mexiku. V roce 2004 byla poprvé zařazena do Mistrovství světa v rallye.

## Historie
V roce 1979 se jel první ročník pod názvem Rally America, který pořádaly dva největší mexické autokluby. Soutěž byla pořádána do roku 1985, a na dalších 6 let byla přestávka. Opět startovala až v roce 1991, ovšem z důvodu neúspěchu přišla v roce 1992 opět roční pauza. Soutěž v roce 1993 byla vyhodnocena jako Rally roku. Přesto opět nebyla pořádána v roce 1994. V letech 1996 a 1997 se jely poslední ročníky Rally America s vyšší zahraniční účastí. Od roku 1998 se jezdí jako Mexická rallye a sídlí ve městě León. Od ročníku 2001 se soutěže pravidelně účastnili pozorovatelé FIA. V roce 2002 zde startoval Harri Rovanperä s továrním vozem Peugeot 206 WRC a zvítězil. O dva roky později již v rámci Mistrovství světa v rallye 2004 zde vyhrál Markko Märtin s vozem Ford Focus RS WRC.
Celá soutěž se jezdí na velmi malém území v mexickém státě Guanajuato a odpadají problémy s přesuny. Soutěž se jezdí ve velké nadmořské výšce, což způsobuje slabší výkon motorů. Starší ročníky vyhrávali zejména domácí jezdci. Mexická rallye 2005, to bylo vítězství, které získal Petter Solberg. Ročníky
Mexická rallye 2006, Mexická rallye 2007, Mexická rallye 2008, Mexická rallye 2010 a Mexická rallye 2011 vyhrál Sébastien Loeb, který je zde nejúspěšnější.
V roce 2005 se zde jela soutěž juniorského šampionátu jako první neevropský podnik.

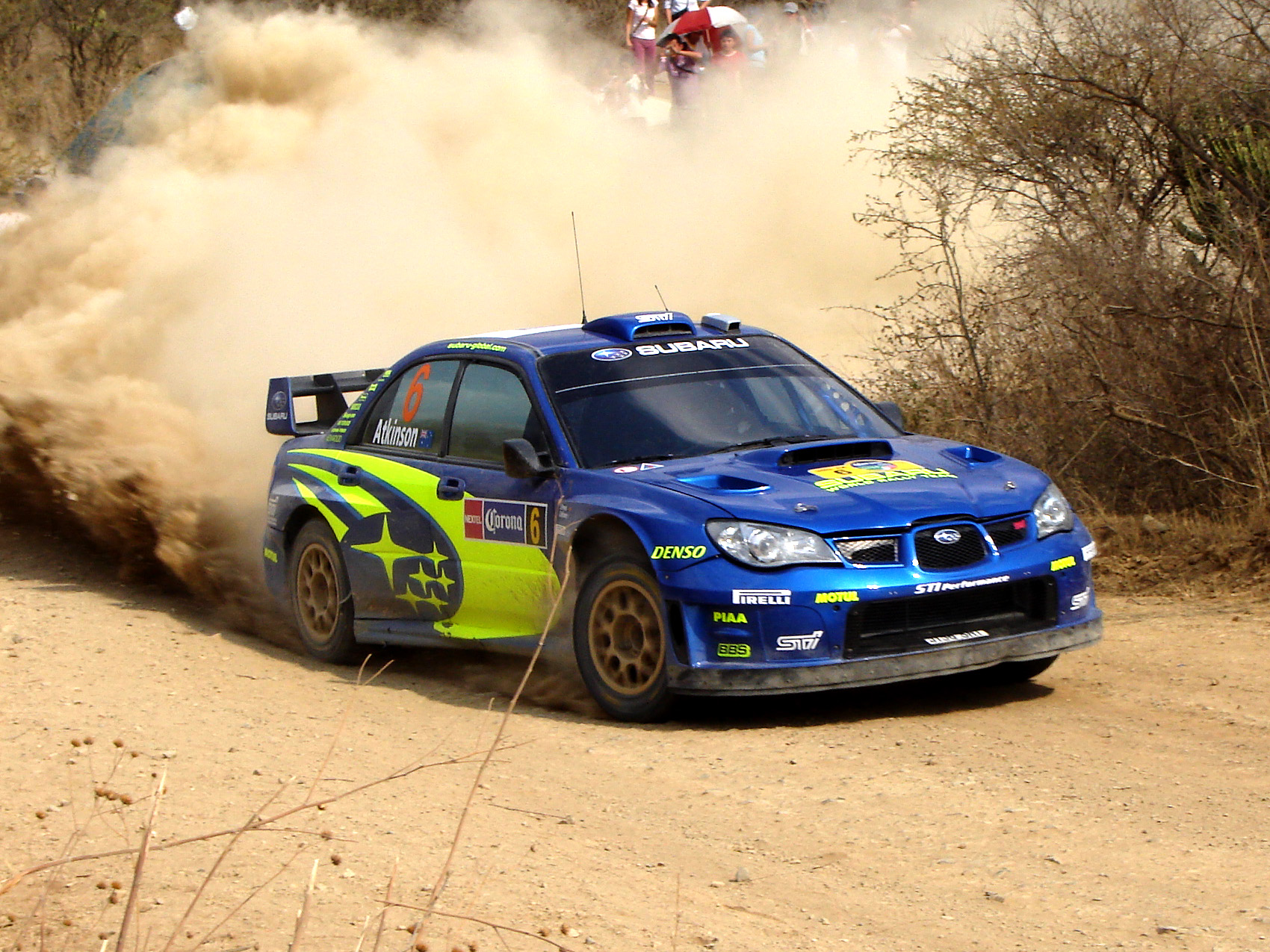
Chris Atkinson v roce 2008
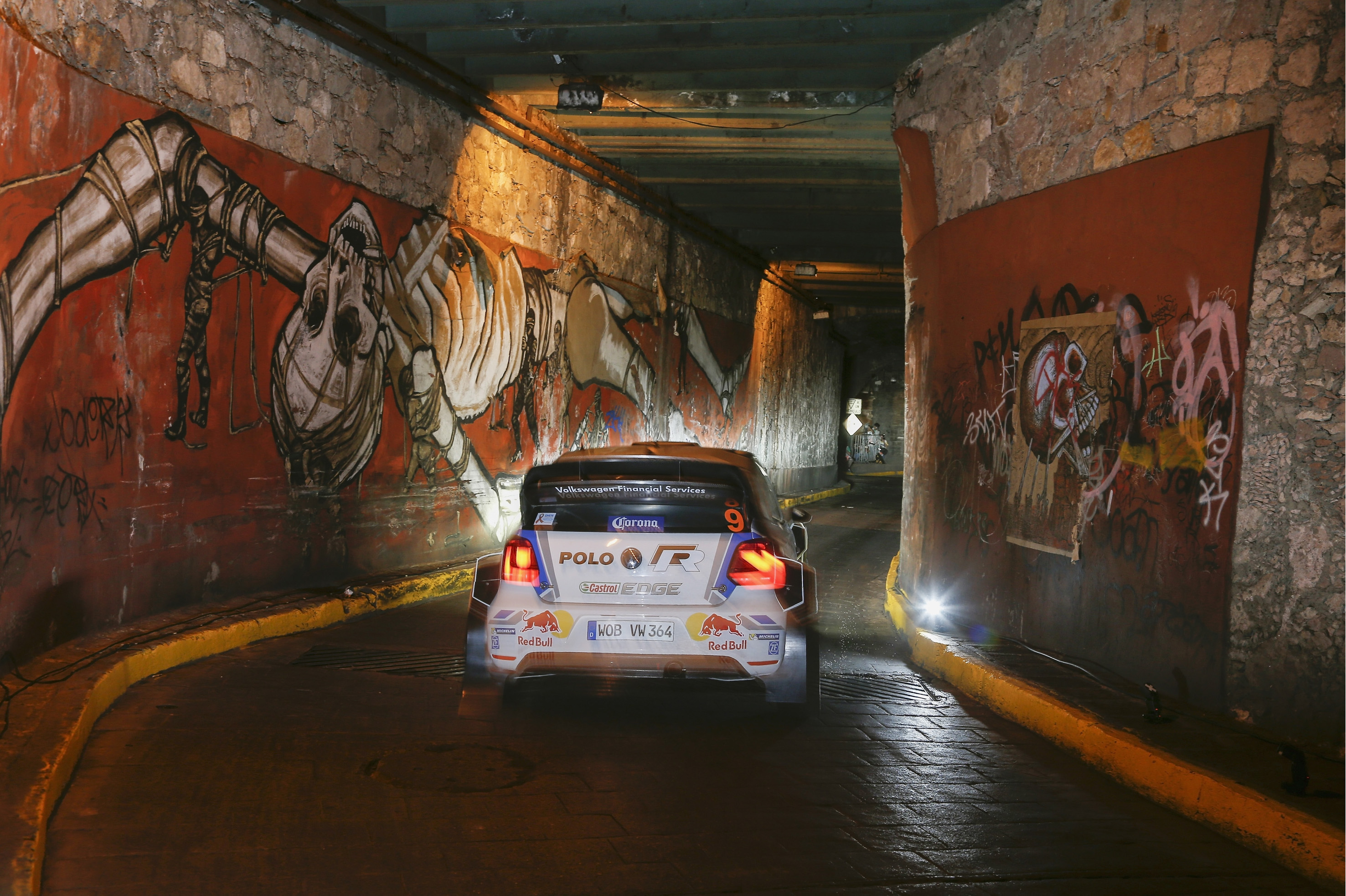
Podzemní tunely pod městem Guanajuato
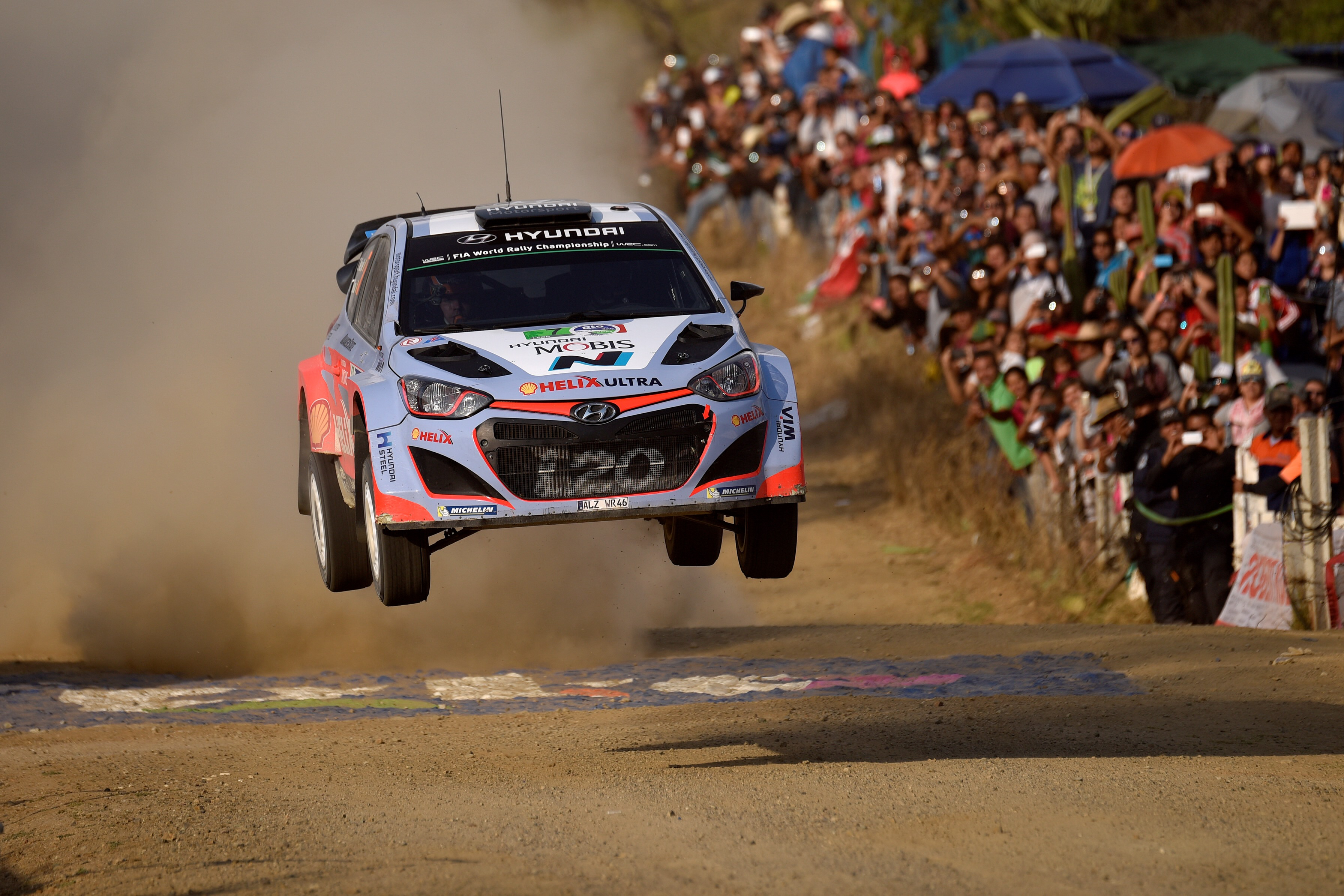
Thierry Neuville v roce 2015
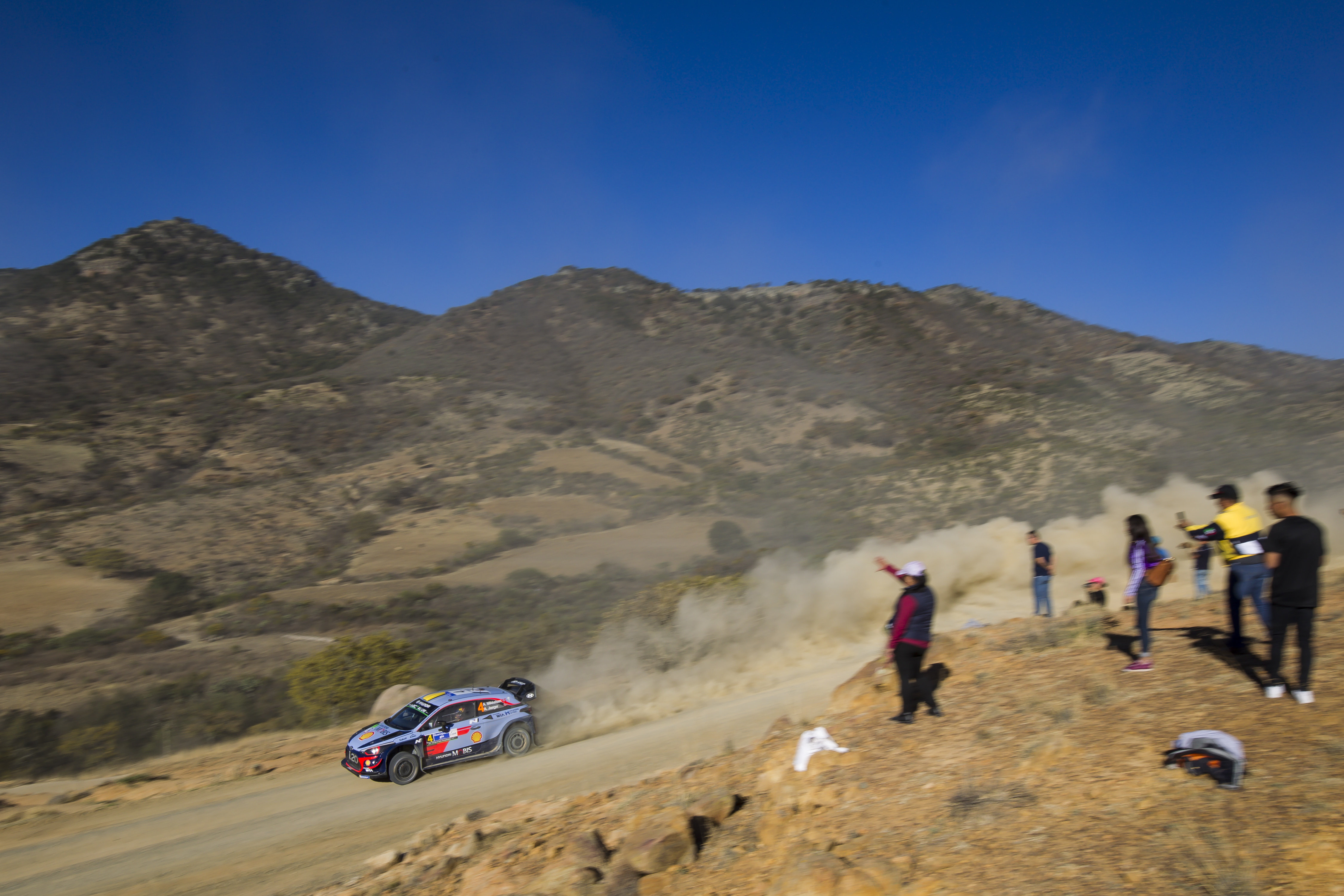
Andreas Mikkelsen v roce 2018

## Vítězové
| Sezóna | Rallye                           | Posádka                                | Vůz                                             | Zařazení                  |
| ------ | -------------------------------- | -------------------------------------- | ----------------------------------------------- | ------------------------- |
| 1993   |                                  | Giuseppe Spataro Jean Noel Valdelièvre | Mitsubishi Eclipse                              |                           |
| 1994   |                                  | Agustín Zamora Gabriel Marín           | Mitsubishi Eclipse                              |                           |
| 1997   |                                  | Roger Hull Sean Gallagher              | Mitsubishi Eclipse                              |                           |
| 1998   |                                  | Carlos Izquierdo Angélica Fuentes      | Nissan Tsuru                                    |                           |
| 1999   |                                  | Gabriel Marín Javier Marín             | Mitsubishi Lancer Evolution                     |                           |
| 2000   |                                  | Douglas Gore Mark Nelson               | Mitsubishi Lancer Evolution                     |                           |
| 2001   | 15º Corona Rally América         | Ramón Ferreyros Raúl Velit             | Toyota Celica GT-Four ST205                     | Mexiko, (FIA observation) |
| 2002   | 16º Corona Rally México          | Harri Rovanperä Risto Pietiläinen      | Peugeot 206 WRC Peugeot Total                   | (FIA observation)         |
| 2003   | 17º Corona Rally México          | Marcos Ligato Rubén García             | Mitsubishi Lancer Evolution VII Top Run         | (FIA observation)         |
| 2004   | 1. Corona Rally México           | Markko Märtin Michael Park             | Ford Focus RS WRC 03 Ford World Rally Team      | WRC                       |
| 2005   | 2. Corona Rally México           | Petter Solberg Phil Mills              | Subaru Impreza WRC 2005 Subaru World Rally Team | WRC                       |
| 2006   | 3. Corona Rally México           | Sébastien Loeb Daniel Elena            | Citroën Xsara WRC Kronos Total Citroën WRT      | WRC                       |
| 2007   | 4. Corona Rally México           | Sébastien Loeb Daniel Elena            | Citroën C4 WRC Citroën Sport                    | WRC                       |
| 2008   | 5. Corona Rally México           | Sébastien Loeb Daniel Elena            | Citroën C4 WRC Citroën Sport                    | WRC                       |
| 2009   | Rally de las Naciones            | Manfred Stohl Ilka Minor               | Mitsubishi Lancer Evo IX Austria                |                           |
| 2010   | 7. Rally Guanajuato Bicentenario | Sébastien Loeb Daniel Elena            | Citroën C4 WRC Citroën Sport                    | WRC                       |
| 2011   | 8. Rally Guanajuato Mexico       | Sébastien Loeb Daniel Elena            | Citroën DS3 WRC Citroën Sport                   | WRC                       |
| 2012   | 9. Rally Guanajuato Mexico       | Sébastien Loeb Daniel Elena            | Citroën DS3 WRC Citroën Sport                   | WRC                       |
| 2013   | 10. Rally Guanajuato Mexico      | Sébastien Ogier Julien Ingrassia       | Volkswagen Polo R WRC Volkswagen Motorsport     | WRC                       |
| 2014   | 11. Rally Guanajuato Mexico      | Sébastien Ogier Julien Ingrassia       | Volkswagen Polo R WRC Volkswagen Motorsport     | WRC                       |
| 2015   | 12. Rally Guanajuato Mexico      | Sébastien Ogier Julien Ingrassia       | Volkswagen Polo R WRC Volkswagen Motorsport     | WRC                       |
| 2016   | 13. Rally Guanajuato Mexico      | Jari-Matti Latvala Miikka Anttila      | Volkswagen Polo R WRC Volkswagen Motorsport     | WRC                       |
| 2017   | 14. Rally Guanajuato Mexico      | Kris Meeke Paul Nagle                  | Citroën C3 WRC Citroën Sport                    | WRC, NACAM                |
| 2018   | 15. Rally Guanajuato Mexico      | Sébastien Ogier Julien Ingrassia       | Ford Fiesta WRC M-Sport Ford WRT                | WRC, NACAM                |
| 2019   | 16. Rally Guanajuato Mexico      | Sébastien Ogier Julien Ingrassia       | Citroën C3 WRC Citroën Total WRT                | WRC, NACAM                |
| 2020   | 17. Rally Guanajuato Mexico      | Sébastien Ogier Julien Ingrassia       | Toyota Yaris WRC Toyota Gazoo Racing WRT        | WRC, NACAM                |
| 2021   | FIA NACAM Rally Guanajuato       | Ricardo Cordero Jr. Marco Hernández    | Citroën C3 Rally2                               | NACAM, Mexiko             |
| 2022   | Rally of Nations Guanajuato      | Mads Østberg Johan Johansson           | Škoda Fabia R5 Norway                           | NACAM, Mexiko             |
| 2023   | 19. Rally Guanajuato Mexico      | Sébastien Ogier Vincent Landais        | Toyota GR Yaris Rally1 Toyota Gazoo Racing WRT  | WRC, NACAM                |